# Телекоммуникации в Грузии
Телекоммуникации в Грузии — отрасль грузинской экономики. В 2005 году доля коммуникационного сектора в ВВП Грузии составляла 4,1 %.

## Телефонная связь
По данным на 2008 год, в Грузии насчитывалось 618 тыс. стационарных телефонов и 2,76 млн мобильных телефонов. Стоимость услуг сотовой связи в Грузии является одной из самых высоких в мире. Согласно исследованию компании Informa Telecoms & Media от 2007 года, по стоимости услуг сотовой связи Грузия занимала 3-е место из 186 стран.
По данным на 2009 год, число стационарных телефонов — 830 тыс., мобильных телефонов — 3,06 млн.
Код страны: 995.
На октябрь 2017 года в Грузии (не включая территории Абхазии и Южной Осетии) работают три мобильных оператора: Beeline, Magti и Geocell.

## Телерадиовещание
По данным на сентябрь 1995, число телевещательных станций в Грузии — 12. Число телевизоров составляло в 1997 году 2,57 млн штук.
По данным на 1998 год, в Грузии имелись радиовещательные станции: AM — 7, FM — 12, на коротких волнах — 4. Число радиоприёмников в 1997 году составляло 940 тыс. штук.
В Тбилиси вещает 34 FM-радиостанции, в Кутаиси и Батуми — по 12, в Самтредиа и Зестафони — по 1, в Ахалцихе — 9, Гори — 14, в Поти — 2, в Зугдиди — 11.
С 2015 года Грузия полностью перешла на цифровое телевидение.

## Интернет
Число пользователей интернета в Грузии в 2009 году приблизилось к миллиону человек. По информации комиссии по коммуникациям, в 2005 году, интернетом в Грузии пользовались 200 тыс. человек, в 2007 году — 521 тыс., а в 2008 — более 903 тыс.
На 2003 год в Грузии функционировали 10 интернет-провайдеров, большинство из которых предлагали широкополосный доступ.
Домен верхнего уровня: «GE».